# Базилєв Сергій Миколайович
Сергі́й Микола́йович Базилє́в (нар. 4 жовтня 1952, Київ) — український живописець. Член Національної спілки художників України (від 1979). Один із перших гіперреалістів СРСР.

## Біографічні дані
Син художника Миколи Базилєва.
1977 року закінчив Київський художній інститут (нині Національна академія образотворчого мистецтва і архітектури) у педагога Вілена Чеканюка.
1980 року стажувався в майстернях Академії мистецтв (Ленінград, нині Санкт-Петербург).
До 1982 року — викладач Київського художнього інституту.
1984 здобув другу премію на конкурсі молодих художників СРСР і УРСР «Наш сучасник».
1984 року виїхав до Москви.
Учасник виставок: від 1977 року — республіканських, від 1978 року — всесоюзних, від 1983 року — міжнародних. Персональні виставки відбулися в Москві (1992—1994, 1996—1999) та Санкт-Петербурзі (1993).
Роботи зберігаються у Державній Третьяковській галереї, Севастопольському музеї образотворчого мистецтва, Дитячому фонді Мадрида, Музеї В. Бішоффа (Штуттґарт, Німеччина).

## Твори
- «Пішов воювати» (1980, Севастопольський художній музей)[1].
- «Діалог» (1980).
- «Друзі» (1981).
- «Одного разу на дорозі» (1983).
- «Портрет А. Тарковського» (1988).
- «Паломник» (1991).